# Charlie McDonnell
Charlie McDonnell, född 1 oktober 1990, är en brittisk vloggare och sångare/låtskrivare från Bath i Somerset. McDonnell blev först känd som charlieissocoollike på videosajten Youtube. I oktober 2022 kom McDonnell ut som transkvinna och använder sedan dess förnamnet Charlie och pronomen hon/hen. 
Charlie streamar nu regelbundet på Twitch, och sedan 19 januari 2023 så har hon börjat göra videor på YouTube igen.

## Vloggkarriär
Efter att ha startat ett Youtube-konto i april 2007 började McDonnell publicera videobloggar. McDonnells video How To Get Featured on Youtube blev populär eftersom den blev "featured" (ung. uppmärksammad) på brittiska Youtubes förstasida. Publikantalet steg från cirka 150 prenumeranter till över 4 400 på bara två dagar.
För att fira att kanalen fått 25 000 prenumeranter bad McDonnell sina tittare att skicka in utmaningar som sedan utfördes i en serie på 25 videor som heter "Challenge Charlie", eller CC. I mars 2011 hade kanalen över 850 000 prenumeranter.
Tillsammans med fyra andra videobloggare samarbetade McDonnell under namnet "fiveawesomeguys", en spin-off på det amerikanska samarbetet "fiveawesomegirls". Projektet avslutades på nyårsafton 2008.

## Musikalisk karriär
6 augusti 2008 publicerade McDonnell sången Blink, inspirerad av avsnittet med samma namn i tv-serien Doctor Who. Tillsammans med Alex Day, Liam Dryden och Ed Blann bildade McDonnell musikgruppen Chameleon Circuit som gav ut en skiva med samma titel 1 juni 2009. McDonnell var även involverad i musikprojektet ChartJackers. I december 2010 gav McDonnell ut soloskivan "This is me".

## Välgörenhet
För att samla in pengar till välgörenhet rakade McDonnell och Alex Day av sig håret 30 september 2008. Intäkterna, ca 5000 pund, gick till Cancer Research UK.
McDonnell har även varit programledare för StickAid och deltagit i arbetet kring ChartJackers.